# Rafał Bruski

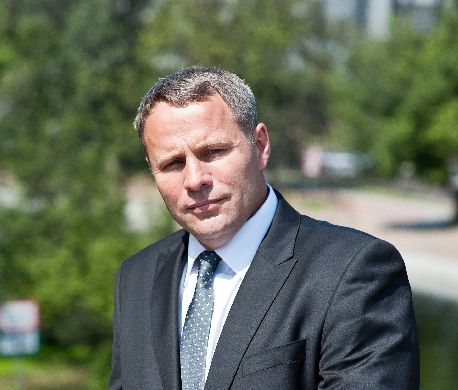
Rafał Bruski (2010)

Rafał Bruski (* 1. Juli 1962 in Bydgoszcz) ist ein polnischer Politiker (PO) und seit 2010 Stadtpräsident von Bydgoszcz.

## Leben und Beruf
Bruski legte sein Abitur auf dem 6. Lyzeum in Bydgoszcz ab. Anschließend studierte er an der Seefahrt-Universität Gdynia und schloss das Studium als Ingenieur ab. Von 1986 bis 1992 war er als Navigationsoffizier bei der Polskie Linie Oceaniczne tätig. Danach absolvierte er ein Studium des Finanz- und Bankwesens sowie ein Aufbaustudium in Buchhaltung und Finanzen jeweils an der Wirtschaftsuniversität Poznań sowie für Steuerrecht an der Nikolaus-Kopernikus-Universität Toruń. Während seines Wirtschaftsstudiums arbeitete er für die Steuerbehörde in Bydgoszcz, seit 1998 als Steuerkontrollinspektor. 2005 bestand er das Steuerberaterexamen und war kurzzeitig in diesem Beruf tätig. Bruski ist verheiratet und hat zwei Kinder.

## Politik
Bruski schloss sich politisch der Platforma Obywatelska von Donald Tusk an. 2006/07 war er stellvertretender Stadtpräsident von Bydgoszcz und hatte dabei unter anderem die Aufgabe, eine Strategie zu entwickeln, Mittel von der EU und privaten Investoren zu akquirieren. Zudem war er für Bildung und Sport zuständig. Im November 2007 wurde er zum Woiwoden der Woiwodschaft Kujawien-Pommern ernannt.
Bei der Wahl zum Stadtpräsidenten 2010 trat er als Kandidat der Platforma Obywatelska an und setzte sich in der Stichwahl mit 59,2 % der Stimmen gegen den parteilosen Amtsinhaber Konstanty Dombrowicz durch. Bei den Selbstverwaltungswahlen 2014 kam es erneut zu einer Stichwahl gegen Dombrowicz, wobei er sich diesmal mit 57,1 % der Stimmen durchsetzte. Auch bei den Selbstverwaltungswahlen in Polen 2018 bewarb er sich wieder um das Amt des Stadtpräsidenten und wurde erstmals bereits im ersten Wahlgang mit 54,6 % der Stimmen gegen vier Mitbewerber gewählt. Bei der Wahl zum Stadtrat, die gleichzeitig stattfand, erreichte das Wahlbündnis Koalicja Obywatelska aus PO und Nowoczesna mit 42,6 % der Stimmen und 16 der 31 zu vergebenden Mandate die absolute Mehrheit im Stadtrat. Bei den Selbstverwaltungswahlen in Polen 2024 wurde er mit 53,5 % erneut im ersten Wahlgang wiedergewählt und kann sich im Stadtrat auch weiterhin auf eine absolute Mehrheit der Koalicja Obywatelska stützen, die diesmal mit 52,4 % der Stimmen 15 der nun 28 Sitze innehat.